# Aeroportul Aurukun
Aeroportul Aurukun (IATA: AUU, ICAO: YAUR) este un aeroport din Queensland, Australia. Aeroportul a fost tranzitat în 2022 de 12.793 de pasageri.
Situat la o altitudine de 11 m, aeroportul dispune de o singură pistă. Este operat de Shire of Aurukun⁠(d).